# Live in Philadelphia Dec. 1997
Live in Philadelphia Dec. 1997 – album koncertowy niemieckiego zespołu digital hardcore Atari Teenage Riot, wydany w 1999 roku i nagrany w grudniu 1997 roku podczas koncertu w Filadelfii w Trocadero Theatre. Został później ponownie wydany jako bonusowa płyta rozszerzonego wydania trzeciego albumu zespołu 60 Second Wipe Out.

## Lista utworów
1. "Get Up While You Can" – 5:10
2. "Deutschland (Has Gotta Die!)" – 3:03
3. "Sick to Death" – 3:45
4. "Destroy 2000 Years of Culture" – 3:51
5. "Not Your Business" – 2:59
6. "Speed" – 5:20
7. "Into the Death" – 3:24
8. "Atari Teenage Riot" – 3:17
9. "Midijunkies" – 7:41